# 卡捷里尼夫卡 (克列梅涅茨區)
50°0′20″N 25°52′54″E / 50.00556°N 25.88167°E
卡捷里尼夫卡（烏克蘭語：Катеринівка），是烏克蘭的村落，位於該國西部捷爾諾波爾州，由克列梅涅茨區負責管轄，始建於1421年，面積2.75平方公里，2001年人口391，人口密度每平方公里142.2人。